# Kanton Saint-Georges-Oyapoc
Der Kanton Saint-Georges-Oyapoc war ein französischer Kanton im Arrondissement Cayenne in Französisch-Guayana.

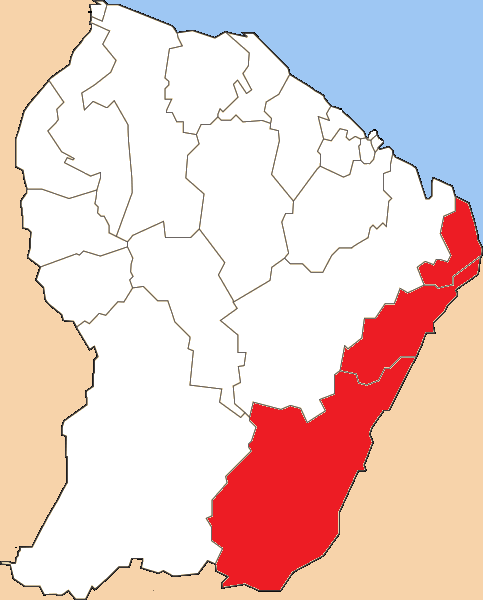
Lage des Kantons Saint-Georges-Oyapoc im Departement Guyana

Der Kanton hatte 5644 Einwohner (Stand 2012) und bestand aus drei Gemeinden:
- Camopi
- Ouanary
- Saint-Georges (Hauptort)